# Teatre Principal (Vilanova i la Geltrú)
El Teatre Principal de Vilanova i la Geltrú està ubicat a la Rambla Principal núm. 1 de la capital del Garraf. És un edifici d'estil romàntic construït entre 1835-37 per Josep Buxareu Gallart. Un dels promotors fou Josep Anton Marquès, un americano que va estar a Cuba entre 1800 i 1817, i que fou l'administrador de l'Hospital de la vila.

## Arquitectura
Edifici de grans proporcions situat a la Rambla Principal i que fa cantonada amb el carrer del Teatre. La façana principal és d'estructura simètrica. A la planta baixa es troben, centrades, tres portes rectangulars d'accés (a la llinda de la central hi ha inscrita la data del 1835) i dues finestres, també rectangulars, als costats. El pis principal és ocupat, a la part central, per tres balcons d'arc de mig punt sense volada i amb barana de balustres. A ambdós costats hi ha també finestres rectangulars. Al segon pis hi ha cinc finestres allindanades. Corona l'edifici una cornisa motllurada i un frontó amb una obertura d'arc de mig punt a la part central. La façana del carrer del Teatre és de composició més senzilla i té totes les obertures allindanades. La coberta de l'edifici és a dues vessants.

## Història
El Teatre Principal es va construir l'any 1835 segons projecte de l'arquitecte Josep M. Buixareu i amb la participació econòmica dels sectors benestants de Vilanova. L'any 1862 l'escenògraf Fèlix Cagé, que va decorar el Gran Teatre del Liceu barceloní, va pintar el teló de l'escenari i els decorats interiors. L'any 1926 es van fer obres de reforma a la façana del carrer del Teatre amb el vistiplau de l'arquitecte municipal Miró i Guibernau; aquest mateix arquitecte va fer, l'any 1942, el projecte d'adequació del local com a cinematògraf. L'any 1984 va tornar a ser rehabilitat com a teatre, d'acord amb el projecte de Cyril Innes Nundy.